# Castellalto
Castellalto è un comune italiano di 7 221 abitanti della provincia di Teramo in Abruzzo, facente parte dell'unione dei comuni Colline del Medio Vomano. Il capoluogo è sito sulla cima di un colle, in posizione panoramica, lungo il crinale tra le vallate del Tordino e la Valle del Vomano.

## Storia

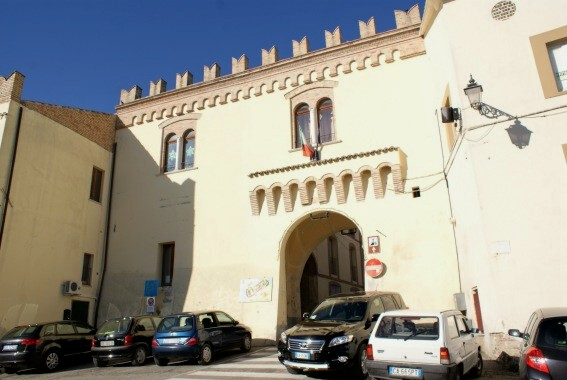
Piazza Mercato

Il reperto più antico del paese è un bronzetto italico all'ellenistica, del III-II secolo a.C., rinvenuto nel 1987 presso il Tordino, in contrada Casemolino. Si tratta di una statuetta di 10 cm, raffigurante Ercole rivestito di pelle di leone, annodata al collo, e probabilmente era un oggetto votivo di un tempio. Dunque si ipotizza un insediamento italico presso contrada Casemolino, occupato dalla popolazione dei Pretuzi; tale bronzetto si trova oggi nel Museo archeologico Nazionale di Chieti.

### Età romana, periodo medievale, gli Acquaviva e fatti moderni
Ulteriori insediamenti si installarono presso Castellalto, ma furono per lo più villaggi rurali o ville romane, visti i reperti di tegole, coppi, anfore, fuseruole di telaio. In Villa San Pietro sono stati trovati vari coppi provvisti da Quinto, marchio di fabbrica della forneria locale. Questi marchi presentano 3 tipologie, riconducibili ad un tale Cluvio Commodo, parente di Gaio Cluvio Basso, testimoniato a Tortoreto nel CIL, X, l'imprenditore proprietario della fabbrica di coppi.
A Casemolino fu rinvenuta una domus. Dell'epoca tardo romana è un fregio presente nella chiesetta di Villa Torre, incastonato nella nuova chiesa di San Michele. Doveva essere una delle prime chiese erette nel Medioevo, era detta "Sant'Angelo ad Leporerium" (V secolo); alto medievale è un fregio del IX secolo posto sulla volta di un portoncino della parrocchia di San Giovanni, di provenienza ignota, collocato ivi nel 1761. A Castelnuovo Vomano, moderna frazione pianeggiante sul fiume, sono stati trovati reperti fittili, a Pianvilla, e a Feudo di Montepietro, non lontano dalla chiesa di Santa Maria a Melano e a nord del cimitero di Castelbasso.
La fondazione del castello di Castellalto è ascrivibile alla discesa longobarda e poi franca nel VIII-IX secolo, sotto anche l'influenza dei monaci Benedettini, poiché il territorio fu nel X secolo fu tra i possedimenti di San Clemente a Casauria, quando venne edificata in località Guardia la chiesa di San Clemente al Vomano (Notaresco). Nei documenti il castello è citato come "Castrum Vetus Trasmundi", di proprietà dell'abbazia di Sant'Attone, località vicino a Teramo; successivamente è citato come "Castrum Vetus Monaciscum", riferimento al borgo fortificato di Castelbasso, di proprietà dell'abbazia di Casauria.
I feudatari di Castellalto vennero indicati sino al XV secolo, come di "Castro Veteri". Castelbasso in quest'epoca passò dai benedettini di Casauria ai duchi di Atri, la famiglia Acquaviva (dal 1294 al 1494); in quest'anno anche Castrum Veteri Trasmundi entra nel governo degli Acquaviva; poi Castelbasso andrà ai Valignani di Chieti per 7000 ducati e poi ai Ricci di Macerata, degli Acquaviva si conserva lo stemma su un palazzo al centro di Castellalto. Nel 1813 divenne un municipio, incluso nel distretto di Teramo in Abruzzo Ulteriore I, includendo come frazione Castelbasso. Nel secondo dopoguerra a valle si sviluppò la piccola frazione di Castelnuovo a Vomano, insieme alla storica frazione di San Cipriano, divenendo il principale nucleo economico e demografico del comune teramano.

## Monumenti e luoghi d'interesse

### Chiesa parrocchiale di San Giovanni Evangelista
Principale chiesa di Castellalto, fu eretta alla fine del XVI secolo sopra una preesistente, e restaurata nel XVIII secolo in stile barocco; l'ultimo restauro è del 2010, dopo il sisma dell'Aquila del 2009, riconsacrata nel 2011. Vi si entra lateralmente attraverso un portale di pietra del 1584 e sormontato da timpano classico; il portale ha arco a tutto sesto entro una cornice rettangolare in cui è incisa la data di ultimazione con il. motto "hec pateat mundo porta, sed alta nobis". L'interno è a navata unica, ricco di stucchi e di arredi lignei del 1780. Nella cantoria sulla parete dell'altare si trova l'organo a canne.

### Chiesa della Madonna degli Angeli
Seconda chiesa di Castellalto, fuori le mura, è detta anche "della Santissima Annunziata"; fu completata nel XVII secolo, anche se rifatta a più riprese, eretta nel 1580 in origine, è stata restaurata per l'ultima volta dopo il terremoto aquilano del 2009. Si presenta in stile semplice come chiesa campestre, con copertura a capanna, esterno in laterizio, il campaniletto è a vela; sui lati ci sono dei contrafforti per rinforzare la struttura, la facciata ha dei finestroni strombati, il portale è semplice in laterizio, sormontato da finestra centrale. L'interno è a navata unica, con stucchi.

### Chiesa di San Michele a Villa Torre
La chiesa è moderna, e sorge sopra un'antica cappella del V secolo dedicata all'Arcangelo; di essa si conserva solo un fregio floreale in pietra, rimontato sulla facciata; la chiesa degli anni '60 è in alterizio, con copertura a capanna, sulla facciata si trova il portale architravato preceduto da un piccolo nartece, poi vi sono due finestre rettangolari con arco a tutto sesto, e in cima in centro un finestrone a oculo. Il campanile è a vela, ospita una campana, l'interno è ad aula unica, che termina con il presbiterio rialzato, di interesse la statua dell'Arcangelo.

### Chiesa dei Santi Antonio e Vincenzo a Castelnuovo
Moderna parrocchia di frazione Castelnuovo a Vomano, è stata realizzata nel 1989 rielaborando lo stile classico delle chiese di campagna, senza nuove e avveniristiche geometrie dell'architettura contemporanea. L'ingresso è preceduto da un piccolo porticato delimitato da tre archi a tutto sesto che poggiano su quattro colonnine rastremate; un grande oculo centrale con mosaico a vetro dà luce all'interno; sul fianco si erge il monumentale campanile a torre a forma di pilastro cruciforme con conci di pietra regolari, con cuspide. L'interno a navata unica è molto semplice, ed è una interpretazione del neoclassicismo.

### Borgo medievale di Castelbasso

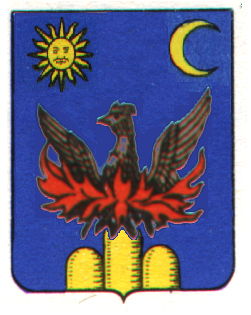
Stemma di Castelbasso

Le origini di Castelbasso risalgono al VI-VII secolo, quando divenne castro longobardo. Di proprietà dell'abbazia di San Clemente a Casauria per mezzo della chiesa di San Clemente al Vomano, nel Chronicon Casauriense è citato come "Castello Vecclo", oppure "Castrum Monacisco"; i feudatari nel 1046-47 erano Adelberto e Raimondo; nel XV secolo appartenne al ducato di Atri per mezzo degli Acquaviva, che però un secolo dopo lo vendettero ai Valignani di Chieti. Giovanni Andrea Valignano il 14 settembre 1652 cedette il feudo, detto "Castelvecchio a Basso" nell'atto notarile, a don Amico Ricic da Macerata, che divenne marchese nel 1657 con onorificenza concessa da Filippo IV di Spagna. Nel 1806 Castelbasso divenne università indipendente da Castellalto, ma nel 1813 tornò a far parte del comune.

#### Porte urbiche
Sino da Medioevo al XVII secolo il feudo rivestì importanza strategica nel controllo del Vomano; il sistema difensivo è ancora oggi molto ben conservato, si conserva un torrione nella parte alta, accanto all'ex castello, da cui parte la cinta muraria a forma di goccia, adagiata sul declivio del colle con andamento nord sud; nella cinta rimane questo torrione a scarpata possente, e due porte di accesso
- Porta sud: è costruita in laterizio e pietra sbozzata. Di stile rinascimentale, è caratterizzata da due arcate l'una posta sopra l'altra e dalla sommità decorata da merlature.
- Porta est o della Marina: è un torrione difensivo con arcata a tutto sesto,  visibile da dentro le mura. L'entrata esterna è quadrata e la sommità della torre è decorata da simboli Guelfi e da beccatelli aragonesi.

#### Chiesa dei Santi Pietro e Andrea Apostoli
La chiesa fu consacrata nel 1338, e ha un elegante portale trecentesco strombato e costolonato. Le bucature della facciata si alternano tra rettangoli e un rosone. La sommità dei due lati esterni è decorata da beccatelli.
Il campanile era a torre,  ma poi è stato demolito parzialmente per essere a vela. L'interno medievale è molto ricco di affreschi sulle volte che celebrano il trionfo di Cristo. Il pulpito policromo è in marmo, mentre le colonne delle tre navate forse sono state ricavate da un tempio romano. I dipinti sono barocchi e mostrano uno la Natività e quello sull'altare san Pietro.
L'interno della chiesa è a pianta quasi quadrata, denota lo stile romanico della costruzione che è suddivisa in tre navate con archi a tutto sesto sorretti da grandi colonne in mattoni. Una grande pala del XVII secolo raffigurante S. Gennaro domina la parete centrale della chiesa. A sinistra dell’altare maggiore si trova l’altare dedicato alla Madonna del Rosario, con altra pala settecentesca, a seguire l'altare di giuspatronato dei Clemente. La grande pala, sopra l'altare, raffigura la Madonna del Carmelo. A destra dell’altare maggiore si trova un antico battistero di marmo, scolpito a forma di calice con, scolpito nel nodo lo stemma dei Clemente, donato da Don Gian Domenico Clemente, arciprete, nel 1589.
Sopra la porta d'ingresso della chiesa, in una cantoria in legno si trova l'organo a canne costruito nel 1760 da Adriano Fedri, fine esempio di arte organaria del centro-italiana del '700.

#### Palazzo Clemente
Edificio del Sec. XVI con vincolo tutela del Ministero dei Beni Culturali

## Società

### Evoluzione demografica
Abitanti censiti

## Economia
Il comune è diviso in due nuclei industriali distinti, uno afferente 
a Castelnuovo Vomano nella vallata omonima e l'altro a Villa Zaccheo nella Val Tordino.
Entrambi ospitano aziende internazionali, come la Perfetti Van Melle (produzione delle caramelle gommose Goleador), oppure la Susta (produzione di grandi stampaggi industriali per l'automotive).

## Amministrazione
| Periodo        | Periodo        | Primo cittadino   | Partito                              | Carica  | Note          |
| -------------- | -------------- | ----------------- | ------------------------------------ | ------- | ------------- |
| 6 giugno 1993  | 13 maggio 2001 | Lucio Ricci       | Lista civica di centro-sinistra      | Sindaco | [ 11 ] [ 12 ] |
| 14 maggio 2001 | 15 maggio 2011 | Gabriele Ruggieri | Lista civica di centro-sinistra      | Sindaco | [ 13 ] [ 14 ] |
| 16 maggio 2011 | 3 ottobre 2021 | Vincenzo Di Marco | Lista civica Insieme per Castellalto | Sindaco | [ 15 ] [ 16 ] |
| 4 ottobre 2021 | in carica      | Aniceto Rocci     | Lista civica Insieme per Castellalto | Sindaco | [ 17 ]        |

## Sport

### Calcio
Le principali squadre di calcio del comune sono:
- A.S.D. Castelnuovo Vomano, milita in Eccellenza Abruzzo, colori sociali nero-verde, fondata nel 1974.[18]
- Pol. Torrese, società di Villa Torre di Castellalto, milita nel campionato di Eccellenza.
- Real Castelnuovo, società di Seconda Categoria.
- Casemolino, società di Terza Categoria.
- Real Castellalto, società di Seconda Categoria